# La Vierge à la cerise
La Vierge à la cerise est une peinture sur bois de Sano di Pietro datant de 1445, conservée au musée départemental d'Aléria en Corse.

## Histoire
Partie probable d'un triptyque, redimensionné, la peinture vient de la chapelle du couvent de Valle-d'Alesani à Piazzali en Haute-Corse où elle était en 1587 ;  l'original est gardé au musée départemental d'Aléria le reste de l'année, une copie a été placée à l'emplacement d'origine en dehors de sa présentation tous les 8 septembre au couvent.

## Iconographie
La cerise, par sa douceur, est emblématique du Paradis ; sa couleur rouge évoque la Passion que va subir le Christ.

## Description
La Vierge à l'Enfant est montrée en buste, Jésus tenant une paire de cerises dont une qu'il porte à sa bouche. Il pourrait s'agit d'un repeint ultérieur.
La Vierge porte un habit bleu bordé d'un feston d'or. Les deux personnages portent une auréole marquée d'incises.

## Sources
- Notice Mistral